# Matt Simon
Matt Simon, né le 22 janvier 1986 à Sydney en Australie, est un footballeur international australien. Il évolue au poste d'attaquant.

## Biographie

### Débuts avec le Central Coast Lightning
Il commence sa carrière avec le Central Coast Lightning lors de la saison 2006 de troisième division australienne. 

### Central Coast Mariners
Simon est ensuite transféré au Central Coast Mariners, à la suite de la blessure au talon de Nik Mrdja contre le Newcastle Jets. Lors du premier match de la saison 2008-2009, Simon s'illustre en marquant un but comptant pour la première journée du championnat australien.
Après une bonne saison 2008-2009 avec 11 buts d'inscrits en championnat, il se voit proposer un contrat de 2 ans par le Colorado Rapids, mais refuse l'offre en invoquant sa préférence de rester en Australie afin d'avoir la possibilité de jouer en Europe à l'avenir. Plus tard dans l'année, il prolonge son contrat avec le Central Coast Mariners, jusqu'en 2012. Il inscrit à nouveau 11 buts en championnat lors de la saison 2010-2011.

### Départ pour la Corée du Sud
Le 30 décembre 2011, il signe un contrat de trois ans avec le Jeonnam Dragons, club de première division sud-coréenne. Il ne joue que six matchs de championnat avec cette équipe.

### Retour au Central Coast Mariners
Le 16 mai 2013, il signe avec son ancien club, le Central Coast Mariners.

### Sydney FC
Le 3 août 2015, Matt Simon signe un contrat d'un an avec le Sydney FC, rejoignant son ancien entraîneur Graham Arnold. Lors de la quatrième journée de championnat de la saison 2015-2016, Simon marque ses deux premiers buts avec le Sydney FC contre son ancien club, le Central Coast Mariners (victoire 3-1), après son entrée en jeu comme remplaçant.
Le 20 juillet 2016, Simon prolonge son contrat d'un an.

### Carrière en équipe nationale
Avec l'équipe olympique, il participe aux Jeux olympiques d'été de 2008 organisés en Chine. Lors du tournoi olympique, il ne joue qu'un seul match, face à la Côte d'Ivoire.
Matt Simon reçoit deux sélections en équipe d'Australie lors de l'année 2009. Il joue son premier match en équipe nationale le 28 janvier 2009, contre l'Indonésie (score : 0-0). Il joue son second match le 5 mars 2009, face au Koweït (défaite 0-1). Ces deux rencontres rentrent dans le cadre des éliminatoires de la Coupe d'Asie des nations 2011.

## Palmarès
- Champion d'Australie en 2017 avec le Sydney FC
- Vice-champion d'Australie en 2008 avec le Central Coast Mariners
- Vainqueur de la Coupe d'Australie (FFA Cup) en 2017 avec le Sydney FC
- Meilleur buteur de l'histoire du Central Coast Mariners avec 45 buts[6]